# Efekt pamięci
Efekt pamięci ogniw – zjawisko, a właściwie kilka różnych zjawisk obserwowanych w niektórych typach akumulatorów i powodujące utratę rzeczywistej, bądź tylko pozorną utratę pojemności akumulatora.

## Niepełne rozładowanie
Po raz pierwszy zwrócono na to zjawisko uwagę, gdy akumulator Ni-Cd (niklowo-kadmowy) satelity był wielokrotnie częściowo rozładowywany, a następnie ładowany, dokładnie do takiego samego stanu. Akumulatory pracujące w takich warunkach po kilkudziesięciu cyklach ładowania i rozładowania  zachowywały się tak jakby miały pojemność równą ładunkowi cyklu, pomimo znacznie większej pojemności  określonej w laboratorium i pomimo znacznie dłuższej ich żywotności wyznaczonej w laboratorium. To zmniejszenie pojemności było pozorne – w rzeczywistości w trakcie rozładowania występował szybki spadek napięcia (charakterystyka miała „schodek”), po którym można było rozładowywać akumulator dalej – ale elektronika monitorująca rozładowanie traktowała to jako sygnał całkowitego rozładowania. Za zjawisko odpowiedzialne były dwa efekty: po pierwsze formowanie się z czasem dużych kryształów kadmu na elektrodzie kadmowej z nieużywanej w niepełnym rozładowaniu porcji metalu (takie kryształy mają mniejszą powierzchnię i skutkują wzrostem oporu wewnętrznego), a po drugie oddziaływanie kadmu z niklem, prowadzące do powstawania na elektrodzie kadmowej stopu Ni2Cd5 oraz Ni5Cd21.
Podobne zjawisko występuje w akumulatorze, który został naładowany, a następnie pozostawiony na długi czas – ma zwiększoną oporność wewnętrzną, jednak bez wyodrębnionego „schodka” charakterystyki. Na ogół występuje również w nowych akumulatorach, które jeszcze nie były używane (a od ich wyprodukowania minęło trochę czasu). Skutecznie usuwa je formowanie – kilkakrotne naładowanie i rozładowanie – bądź normalne używanie akumulatora (formowanie akumulatora jest potrzebne, jeśli nie chcemy mieć znacznie pogorszonych parametrów przy pierwszym jego użyciu).

## Nadmierne ładowanie
Tą samą nazwą określono zaobserwowane obniżenie napięcia spowodowane wielokrotnym nadmiernym ładowaniem akumulatorów (a nie niepełnym rozładowaniem – w praktyce trudno odróżnić, zwłaszcza przy ładowaniu „na czas”, bez monitorowania stanu akumulatora – niepełne rozładowanie skutkowało nadmiernym ładowaniem) – polega na tym, że napięcie przy rozładowaniu spada znacznie szybciej, niż początkowo, zwłaszcza przy dużym poborze prądu. Składają się na to co najmniej: zmiana fazy niklu na elektrodzie niklowej (akumulatorów Ni-Cd, Ni-Mh) pod wpływem przeładowania (z β-NiOOH o stopniu utlenienia 3-3.1 na γ-NiOOH o stopniu utlenienia 3.5 lub więcej) utrata wody z elektrolitu (rozkład na wodór i tlen i ich ucieczka z akumulatora – zjawisko nieodwracalne), co zwiększało objętość przestrzeni bez elektrolitu, a w końcu doprowadzało do jego krystalizacji; zmiana struktury krystalicznej elektrody niklowej zmniejszająca jej aktywność (zjawisko odwracalne, po pełnym rozładowaniu).

## Narażone typy akumulatorów
Powszechnie uważa się, że zjawisko dotyczy głównie akumulatorów Ni-Cd – w rzeczywistości wszystkie opisane zmiany występują również w akumulatorach Ni-MH w niewiele mniejszym stopniu; w akumulatorach RAM, które mają zupełnie inne reakcje, mogłoby występować tylko pierwsze zjawisko, ale trudno byłoby je zaobserwować, bo za szybko się zużywają.
W 2013 roku odkryto efekt pamięciowy także w akumulatorach litowo-jonowych: na elektrodzie litowej fosforan żelaza odpowiada za wiązanie litu podczas rozładowywania akumulatora. Zgrupowany jest on w odosobnionych skupiskach, które w toku ładowania/rozładowania niezależnie uwalniają/wiążą jony litu. Jednak proces ładowania jest nieliniowy i nierównowagowy. W miarę gdy rośnie potencjał chemiczny fosforanu żelaza z przyłączonym litem, przekroczeniu ulega bariera potencjału i lit coraz łatwiej oderwać, aż dochodzi do nierównowagowej sytuacji, gdzie masowo uwalniane są jony litu. Gdyby ładowanie prowadzić dalej, wszystkie skupiska fosforanu żelaza na elektrodzie zostaną pozbawione jonów litu. Jeśli się je przerwie, część skupisk pozostanie pozbawiona jonów litu, a część, balansująca na barierze potencjału, przejdzie do stanu o niskim potencjale chemicznym z przyłączonymi jonami. Ta druga część pozostanie nieczuła na ładowanie aż do całkowitego rozładowania, kiedy zaniknie różnica między populacjami naładowanymi i zablokowanymi w stanie rozładowania.

## Mity
Funkcjonuje pogląd, że uszkodzenie ogniwa jest nieodwracalne a nawet, że czasem występuje po jednym niepełnym rozładowaniu („rozładowane do połowy i naładowane ponownie nie da się w przyszłości ponownie rozładować do końca”) – w rzeczywistości uzyskanie pierwszej z wymienionych zmian w wyraźnie widocznym stopniu wymaga dziesiątków cykli, rozładowania do tego samego poziomu (i wymaga to dużej precyzji – wystąpienie tego efektu bez elektroniki nadzorującej rozładowanie byłoby możliwe na satelicie, ale w zwykłych warunkach nie), a rozładowanie akumulatora poniżej tego poziomu w znacznym stopniu usuwa dwie z opisanych zmian (te odwracalne), powtórzone kilkukrotnie usuwa je niemal całkowicie.